# Grabowo-Trojany
Grabowo-Trojany – część wsi Grabowo Wielkie w Polsce położona w województwie mazowieckim, w powiecie przasnyskim, w gminie Krasne. Leży nad Pełtą.
Grabowo-Trojany wchodzą w skład sołectwa Grabowo Wielkie.
Wierni Kościoła rzymskokatolickiego należą do parafii św. Mateusza w Zielonej.
W latach 1975–1998 miejscowość administracyjnie należała do województwa ciechanowskiego.